# Ittoqqortoormiit Kommune
Ittoqqortoormiit Kommune 546 indb. var en kommune i Østgrønland navngivet efter hovedbyen Ittoqqortoormiit. Kommunegrænserne bruges stadig som præstegæld. Kommunens areal var på cirka 235.000 km2, 80% er dækket af indlandsis, 15% er isfrit og 5% er havområde. Området er siden 1. januar 2009 en del af Sermersooq Kommune.

## Byer og bygder i Ittoqqortoormiit Kommune
- Ittoqqortoormiit (da.: Scoresbysund)
- Itterajivit (da.: Kap Hope)
- Uunarteq (da.: Kap Tobin)

70°29′08″N 21°58′01″V / 70.4856°N 21.9669°V